# Mosze Chauski
Mosze Chauski (hebr. משה צ'אוסקי, lit .Mošė Chauskis) (ur. 3 sierpnia 1935 w Wilnie, zm. 26 września 2014 w Izraelu) – izraelski malarz pochodzący z Polski.

## Życiorys
Urodził się jako Mojżesz Czowski w Wilnie, w rodzinie Batii i Jakuba. Przeżył jako jedyny członek rodziny. Dopiero po maturze z matematyki i fizyki mógł ubiegać się o studia artystyczne, mimo że jego talent był widoczny już w przedszkolu, gdzie malował pejzaże i ludzi z maksymalną precyzją. W Wilnie został przyjęty do Państwowego Instytutu Sztuki Litewskiej Socjalistycznej Republiki Radzieckiej i w 1953 zdobył I nagrodę młodych artystów. W 1958 ożenił się z Adą Grodecką, posiadając polskie pochodzenie w 1959 zostali repatriowani do Polski. Po półrocznym pobycie w Warszawie wyemigrowali do Izraela i zostali umieszczeni w obozie przejściowym w Herclijji. We wczesnych latach pobytu w Izraelu Moshe pracował jako nauczyciel sztuki w szkołach. Szybko dostał pracę jako rysownik w gazecie Yedioth Ahronoth, gdzie pracował do 1965. W 1965 rozpoczął pracę w centrum obliczeniowym Instytutu Naukowego Weizmanna i pracował tam do przejścia na emeryturę w 1995.

## Twórczość
Od 1968 w jego prace prezentowano na wystawach indywidualnych i zbiorowych. Po każdej wystawie zbiorowej w Stanach Zjednoczonych był wymieniany w najważniejszych artykułach o sztuce publikowanych na łamach New York Times, a także w artykułach o sztuce w Cleveland, Ohio. Cała seria jego obrazów została zakupiona podczas wojny sześciodniowej przez amerykańskiego kolekcjonera. Wielokrotnie wspominano o nim także w izraelskich gazetach: Yedioth Ahronoth, Maariv, Haaretz itp. Udzielał również wywiadów w stacjach radiowych i telewizyjnych. Wiele jego obrazów znajduje się w kolekcjach prywatnych i publicznych, takich jak: Kancelaria Premiera, Bank Hapoalim, firmy ubezpieczeniowe w Izraelu i zagranicą.

### Wystawy indywidualne
- 1968 - Lim Gallery, Tel-Aviv, Izrael
- 1969 - Washington Gallery, Washington D.C., USA
- 1971 - Lim Gallery, Tel-Aviv, Izrael
- 1975 - Lim Gallery, Tel-Aviv, Izrael
- 1976 - Sara Kishon Gallery, Tel-Aviv, Izrael
- 1978 - Leonhard Gallery, Koln, Niemcy
- 1979 - Sara Kishon Gallery, Tel-Aviv, Izrael
- 1980 - Caesarea Gallery, Izrael
- 1981 - Sara Kishon Gallery, Tel-Aviv, Izrael
- 1983 - Meir art Gallery, Izrael
- 1984 - Gallery “13½”, Old Jaffa, Izrael
- 1987 - Sara Kishon Gallery, “Figures from the Courtroom”, Tel-Aviv, Izrael
- 1992 - Sara Kishon Gallery, “The Suitcases”, Tel-Aviv, Izrael
- 1998 - Davishire Galleries, Tennessee, USA
- 1999 - Klim Art Galleries, Toronto, Kanada